# Ion Florescu
Ion Florescu (n. 20 martie 1950) este un om politic român. Ion Florescu a fost ales deputat în legislatura 2000-2004 pe listele PDSR, care a devenit PSD în iunie 2001. Ion Florescu a fost ales senator român în legislatura 2004-2008 în județul Gorj pe listele partidului PSD.
În legislatura 2000-2004, deputatul Ion Florescu a fost membru în grupurile parlamentare de prietenie cu Japonia și Republica Franceză-Adunarea Națională. Ion Florescu a avut 65 de luări de cuvânt în 34 de ședințe parlamentare și a inițiat 5 propuneri legislative, din care 2 au fost promulgate legi. Ion Florescu a fost membru (secretar) în comisia pentru administrație publică și amenajarea teritoriului. 
În legislatura 2004-2008, senatorul Ion Florescu a fost membru în grupurile parlamentare de prietenie cu Federația Rusă, Republica Islamică Pakistan, Regatul Bahrein și Republica Turkmenistan. Ion Florescu a avut 51 de luări de cuvânt în 40 de ședințe parlamentare și a inițiat 18 propuneri legislative, din care 2 au fost promulgate legi. Ion Florescu a fost membru în  comisia pentru buget, finanțe, activitate bancară și piață de capital și în comisia pentru cercetarea abuzurilor, combaterea corupției și petiții.   
În martie 2009, Ion Florescu a fost numit prefect de Gorj.